# حفلة العشاء (مسرحية)
حفلة العشاء هي مسرحية كوميدية من فصل واحد كتبها نيل سيمون عن الزواج والطلاق. وهي مسرحية سيمون الحادية والثلاثين. 

## الإنتاج
تم عرض حفلة العشاء لأول مرة في العالم في منتدى مارك تابر ، لوس أنجلوس ، في ديسمبر 1999 ثم تم عرضه في مركز كينيدي للفنون المسرحية في واشنطن العاصمة. في يونيو ويوليو 2000.
افتتحت المسرحية في برودواي في مسرح ميوزيك بوكس في 19 أكتوبر 2000 وأغلقت في 1 سبتمبر 2001 بعد 364 عرضًا و 20 معاينة. من إخراج جون راندو ، ظهر الممثلون لين كاريو (أندريه بوفيل) وفين كوكس (إيفون فوشيت) وبيني فولر (غابرييل بونوتشيلي) وجان ماكسويل (مارييت ليفيو) وجون ريتر (كلود) وهنري وينكلر (ألبرت). كانت المجموعات من تصميم جون لي بيتي ، وأزياء جين غرينوود ، وإضاءة بريان ماكديفيت.
قرب نهاية السباق ، تم استبدال ريتر ووينكلر بجون لوفيتز ولاري ميلر.
حصلت فولر على ترشيح توني لأفضل ممثلة في مسرحية.

## خلفية
في مقابلة مع صحيفة نيويورك تايمز (كما أورد موقع talkinbroadway.com) ، قال سايمون "إنه كان يحاول كتابة مسرحية مختلفة تمامًا عن أي شيء قام به من قبل ، وأنه" كان لديه فكرة إنشاء مهزلة تصل إلى نقطة معينة ، ثم بدلاً من الاستمرار في المهزلة ، يتحول إلى حيث يصبح الأمر خطيرًا للغاية. سايمون أراد كسر المفهوم القائل بأن المهزلة لا يمكن أن تصبح حقيقية أبدًا ، حتى ولو لدقيقة واحدة. "

## نظرة عامة على الحبكة
الكاتب المسرحي نيل سيمون، الذي تزوج خمس مرات، يستخرج تجربته الخاصة لإنشاء مادة موضوعية لهذه المهزلة الفريدة التي تحولت إلى دراما. ستة ضيوف مجهولين لديهم RSVP 'd لتناول العشاء في غرفة طعام خاصة في مطعم من الدرجة الأولى في باريس. عند وصولهم بطريقة متداخلة، أدركوا في النهاية أنهم ثلاثة أزواج مطلقين - مما يوفر مقومات المهزلة التي يعتزم سايمون أن تكون في النصف الأول من المسرحية. كان خمسة منهم مخطئين في التفكير في أن الرجل الذي يحظون باحترام كبير له (والذي يصادف أنه محامي الطلاق) يستضيف الحفلة، لكنه لم يحضر أبدًا، وثبت أن المظاهر مخادعة.
كلود بيشون وألبرت دوناي هما أول من وصل، ويسأل كلود عن الغرض من الحفلة، لكن ألبرت لا يعرف أيضًا. مع وصول الضيوف الذكور الثلاثة أولاً والضيوف الإناث لاحقًا، يتضح تدريجياً أنهم ثلاثة أزواج مطلقين وأن شخصًا ما لديه تصميمات ليكونوا معًا.
بعد تلاشي الصدمة ، تبدأ الشخصيات في تحليل زيجاتهم السابقة ومعالجتها عاطفيا ، وتنتهي المسرحية بملاحظة تبعث على الأمل.
تتعامل المسرحية مع موضوعات مشابهة لما ورد في الحماقات لستيفن سوندهايم ، لكنها تتميز بشكل عام بنهاية أكثر تفاؤلاً ودورًا أكثر إيجابية في حالات الانفصال ومعنى العلاقات.

## الاستقبال
كتب بن برانتلي في تقريره بصحيفة نيويورك تايمز: "من الواضح أن حفلة العشاء تأمل في قلب الشكل الهزلي التقليدي للكشف عن العبث السخيف حقًا الذي يرتكبه الكثير من الناس في زيجاتهم. السيد سايمون ، الذي تزوج خمس مرات ، لديه سبب للنظر في هذا الموضوع. ولكن بغض النظر عن مدى عمق نواياه ، تستمر المسرحية في التحول إلى طيار آلي ، وتلقي بشكل انعكاسي انتقادات لاذعة تنزلق فوق السطح بدلاً من اختراقها. يختتم حفل العشاء بملاحظة رقيقة ومثيرة حقًا للشفقة والحيرة و المودة للبشر الأغبياء الذين يتسببون في مثل هذه الفوضى لأنفسهم. هذه اللحظة العاطفية صادقة بشكل واضح ، كنت تتمنى لو كنت قادرًا على تصديق الأحداث التي سبقت ذلك للحظة واحدة. 

## روابط خارجية
- حفل العشاء في قاعدة بيانات إنترنت برودواي
- ملخص الحبكة وأوصاف الشخصية لـحفلة العشاء من StageAgent.com